# Čanjski potok
Čanjski potok je potok, ki prevzema ime po vasi Čanje v občini Sevnica. Kot levi pritok se izliva v reko Savo. Povirna kraka Čanjskega potoka sta Stržiški potok in Podvrški potok.